# 外谷村
外谷村（とたにむら）は、かつて新潟県南蒲原郡にあった村。

## 沿革
- 1889年（明治22年）4月1日 - 町村制の施行により、南蒲原郡曲谷村、牛ケ首村、落合村、上谷地村、蝶名林村、中浦村、新屋村及び鹿熊村の区域をもって、南蒲原郡外谷村が発足する。
- 1901年（明治34年）11月1日 - 南蒲原郡外谷村及び前谷村の区域の一部が合併して、南蒲原郡鹿峠村が発足する。